# Zé Carlos (futbolista nacido en 1998)
José Carlos Teixeira Lopes Reis Gonçalves (Lousada, 31 de julio de 1998), más conocido como Zé Carlos, es un futbolista portugués que juega como lateral derecho en la UD Ibiza de la Segunda División de España.

## Trayectoria
Nacido en Lousada, pasó la mayor parte de su etapa juvenil en el Leixões SC antes de comenzar como jugador sénior, en divisiones inferiores, en el SC Salgueiros y Leça FC. En enero de 2018 regresó al Leixões SC para sustituir la baja por lesión de Edu Machado. Debuta con el club en la Segunda División de Portugal el siguiente 8 de febrero en una victoria por 1-0 frente al Varzim SC.
El 30 de julio de 2020 se oficializa su incorporación al SC Braga de la máxima categoría nacional. El 24 de junio del siguiente año sale cedido al Gil Vicente, también de Primera División.
Tras una gran campaña con el Gil Vicente, el 11 de julio de 2022 sale cedido a la UD Ibiza de la Segunda División de España.

## Clubes
Actualizado al último partido disputado el 4 de septiembre de 2022.
| Club                    | País     | Año       | Partidos | Goles |
| ----------------------- | -------- | --------- | -------- | ----- |
| Leça FC                 | Portugal | 2018-2020 | 51       | 4     |
| Leixões SC              | Portugal | 2020      | 5        | 0     |
| SC Braga                | Portugal | 2020-act. | 10       | 0     |
| Gil Vicente FC (cesión) | Portugal | 2021-2022 | 31       | 0     |
| UD Ibiza (cesión)       | España   | 2022-act. | 4        | 0     |